# Bit-Slice
Ein Bit-Slice ist ein vorgefertigter Baustein in Form eines integrierten Schaltkreises, der in der Mikroelektronik zum individuellen Bau eines Prozessors verwendet wurde. Die vorrangig in den 1970er bis 1980er Jahren genutzten Bit-Slice-Bausteine waren ein Entwicklungsschritt auf dem Weg vom aus Einzeltransistoren aufgebauten Computer zum heute ausschließlich eingesetzten Mikroprozessor, dem Prozessor auf einem einzelnen Die. Bit-Slicing bezeichnete eine Methode aus der Rechnerarchitektur, bei der man aus mehreren Einzelbausteinen, die oft für relativ kleine Wörter – den Bit-Slices – (meist 4 bit lang) ausgelegt waren, größere Rechenwerke zusammenbaute.
Bit-Slices für arithmetisch-logische Einheiten, Register und Sprung- und Verzweigungseinheiten wurden kombiniert, um die gewünschte Wortbreite des Prozessors zu erreichen. Dazu kamen Speicher für das Mikroprogramm, die meist aus schnellen ROM-Bausteinen bestanden, eine Mikroprogrammsteuereinheit sowie diverse kleinere Bausteine wie Bus-Treiber.

## Geschichte
In den 1970er und 1980er Jahren existierten Bit-Slice und Mikroprozessor lange Zeit parallel zueinander, da die Bit-Slice-Chips den Mikroprozessoren noch überlegen waren. Die ersten Mikroprozessoren boten nur Wortbreiten von 4 oder 8 Bit; dagegen wurden mit Bit-Slice 16 und 32 Bit breite Prozessoren gebaut oder sogar unübliche Wortbreiten wie 24 Bit und Höchstleistungsprozessoren mit 64 Bit.
Steigende Integrationsdichte ermöglichte sowohl den Mikroprozessoren als auch den Bit-Slices eine höhere Leistungsfähigkeit, so dass bald Mikroprozessoren mit 32 Bit und Bit-Slices mit 32 Bit auf einem einzelnen Chip zur Verfügung standen. Letztere waren dem Mikroprozessor aufgrund höherer Taktraten und komplexerer Recheneinheiten zunächst noch überlegen.
In der zweiten Hälfte der 1980er Jahre wurde es möglich, die gesamte CPU für einen Großrechner auf einem einzelnen Chip zu integrieren. Die Aufteilung auf mehrere Bauteile setzte den Taktfrequenzen zunehmend Grenzen, die von Prozessoren auf nur einem Chip überboten werden konnten. Der höhere Entwicklungs- und Produktionsaufwand für Prozessoren aus Bit-Slices brachte keinen Leistungsvorteil mehr. Damit verloren die Bit-Slices im allgemeinen Computerbau ihre Existenzberechtigung und existierten noch eine gewisse Zeit in Spezialanwendungen.
Eine Bit-Slice-Familie ist als Baukastensystem für Prozessoren zu verstehen, setzt jedoch höhere Rechnerarchitektur- und Elektronikkenntnisse voraus als der Einsatz eines fertigen Mikroprozessorbausteins. Allerdings lässt sich mittels Bit-Slice-Bausteinen nahezu jeder erdenkliche Prozessor implementieren. Dieser Vorteil wurde vielfach dazu verwendet, einen preiswerten Prototyp eines Mikroprozessors zu bauen, der sich leicht – z. B. durch Auswechseln des Mikroprogramms – testen, modifizieren und korrigieren lässt. Ein weiteres Einsatzgebiet war das Kopieren von alten Prozessorarchitekturen zur Miniaturisierung oder als Ersatz.
Mit dem Aufkommen programmierbarer Logikbausteine verschwanden Bit-Slice-Bausteine Ende der 1980er Jahre allmählich vom Markt. Programmierbare Logikbausteine können die Funktion vollständiger Prozessoren oder großer Teile von Prozessoren über mehrere Bausteine verteilt realisieren. Einige Typen lassen sich vollständig umprogrammieren, wenn sie bereits in eine Schaltung eingebaut sind.

## Bit-Slice-Prozessoren/Bausteine
- 1 Bit

- 2 Bit
  - Intel-3000-Familie
  - Signetics 8X02

- 4 Bit
  - National IMP-4
  - National IMP-16
  - AMD Am2900
  - Monolithic Memories MMI 5700/6700
  - Texas Instruments SBP0400
  - TI SN74181
  - TI SN74S281+SN74S282
  - TI SN74S481+SN74S482
  - Fairchild 9400 (MACROLOGIC), 4700
  - Motorola MC10800

- 8 Bit
  - National IMP-8
  - TI SN54AS888, SN74AS888
  - Fairchild 100K
  - ZMD U830C

- 16 Bit
  - AMD 29100
  - Synopsys 49C402